# Парламентские выборы в Турции (июнь 2015)
Парламентские выборы в Турции состоялись 7 июня 2015 года. На 550 мест в Великом Национальном Собрании претендовало 20 партий. Право голоса имели около 56,6 миллионов граждан. Фаворитами избирательной гонки являются четыре партии: правящая умеренно консервативная Партия справедливости и развития (ПСР), левоцентристская Народно-республиканская партия (НРП), националистическая Партия национального движения (ПНД) и левая прокурдская Народно-демократическая партия (НДП). Чтобы получить места в парламенте, партиям нужно преодолеть 10-процентный барьер.

## Контекст выборов
После ухода на президентский пост Реджепа Тайипа Эрдогана партия фактически лишилась харизматичного лидера. Выборы были фактически вопросом о доверии правящей партии, поскольку после выборов предполагалась выработка новой конституции. Правящая партия Справедливости и Развития (ПСР) выступала за то, чтобы по новой Конституции Турция стала бы президентской республикой. Также выборы были омрачены терактом в Диярбакыре.

## Результаты
Партия справедливости и развития вновь заняла первое место. Явка составила 83,9%
| Партия | Партия                              | Голосов, Δ                    | Мест, Δ  |
| ------ | ----------------------------------- | ----------------------------- | -------- |
|        | Партия справедливости и развития    | 18 867 411(40,87 %): ▼8,96 %  | 258: ▼53 |
|        | Республиканская народная партия     | 11 518 139 (24,95 %): ▼0,91 % | 132: ▼3  |
|        | Партия националистического движения | 7 520 006 (16,29 %): ▲3,28 %  | 80: ▲27  |
|        | Демократическая партия народов      | 6 058 489 (13,12 %): ▲7,45 %  | 80: ▲ 51 |

Остальные партии не преодолели 10-процентный барьер. Партия, занявшая 5-е место (Партия счастья, мусульманская консервативная), получила лишь 949 178 голосов (2,06 %).

## Интересные факты
По уставу ПСР, её депутаты не могут избираться в парламент более трёх раз, а значит и проходить в правительство. Из этого следует, что в новом Кабмине не будет вице-премьеров Бюлента Арынча, Бешира Аталая и Али Бабаджана, экс-министра юстиции Бекира Боздага, зампреда партии Гусейна Челика, министра энергетики и природных ресурсов Танера Йылдыза и главы МИД Мевлюта Чавушоглу.
- Национальная валюта Турции лира обновила исторический минимум, что связывают с результатами парламентских выборов, на которых правящая Партия справедливости и развития впервые за 13 лет потеряла большинство в парламенте[4].